# Metabus conacyt
Metabus conacyt là một loài nhện trong họ Tetragnathidae.
Loài này thuộc chi Metabus. Metabus conacyt được miêu tả năm 2007 bởi Álvarez-Padilla.